# Governatorato di Béja
Il governatorato di Béja è uno dei 24 governatorati della Tunisia. Venne istituito nel 1956 e si trova nella parte settentrionale del paese; suo capoluogo è Béja.

## Municipalità
Fanno parte del governatorato 8 municipalità:
- Béja
- El Maâgoula
- Goubellat
- Medjez el-Bab
- Nefza
- Téboursouk
- Testour
- Zahret Mediou

## Geografia antropica

### Suddivisioni amministrative
Il governatorato è diviso in 9 delegazioni, a loro volta suddivise in 101 settori.
- Amdoun
- Béja Nord
- Béja Sud
- Goubellat
- Medjez el-Bab
- Nefza
- Téboursouk
- Testour
- Thibar